# Yui Ishikawa
Yui Ishikawa (石川 由依, Ishikawa Yui), née le 30 mai 1989 à Osaka au Japon, est une seiyū japonaise, notamment connue pour le rôle de Mikasa Ackerman dans L'Attaque des Titans. Elle remporte en 2014 le 8e Seiyu Awards du meilleur second rôle féminin.

## Biographie
Yui Ishikawa a rejoint la compagnie théâtrale Himawari à Osaka quand elle avait 6 ans. Elle a participé, pendant des années, à des représentations au sein de la compagnie théâtrale et, depuis qu'elle est arrivée à Tokyo,a participé à des représentations de classes musicales et à des représentations principales.
Lorsqu'elle était à l'école primaire, elle a participé au spectacle "Dream Quest" sponsorisé par la compagnie théâtrale et a interprété des chansons. Depuis le collège, Ishikawa a joué dans de nombreuses séries musicales pour la compagnie théâtrale. En septembre 2005, alors qu'elle était en première année de lycée, elle a été transférée au siège de Sunaoka du Himawari Theatre Group.
Elle débute le métier de seiyuu en 2007 avec la série Heroic Age.

## Rôles

### Anime
- Aikatsu! : Hinaki Shinjo
- Akebi's Sailor Uniform : Minakami Riri
- Arknights : Liskarm / Nightingale
- Assassin's Pride : Elise Angel
- Azur Lane : Enterprise
- Bonjour Koiaji Pâtisserie : Sayuri Haruno
- Darker than Black: Gemini of the Meteor : Tanya
- Dekiru Neko wa Kyou mo Yuuutsu : Saku Fukuzawa
- Doctor Elise : Elise
- Eromanga Sensei : Tomoe Takasago
- Fate/EXTRA Last Encore : Hakuno Kishinami (fille)
- Girlish Number : Koto Katakura
- Guardian Tales : MK.99
- Gundam Build Fighters : China Kousaka
- Heroic Age : Dhianeila Y Leisha Altoria Ol Yunos
- Je veux t'aimer jusqu'à ta mort : Ali Maud
- L'Attaque des Titans : Mikasa Ackerman
- La Tour de Druaga: L'Épée d'Uruk : Princesse
- Les Carnets de l'Apothicaire : Dame Lifa
- Lupin III: Princess of the Breeze - Hidden City in the Sky : Yutika
- Nier: Automata Ver1.1a : 2B
- Pokémon : Les Origines : Reina
- Police in a Pod : Seiko Fuji
- Seraph of the End : Shigura Yukimi
- Shiroi Suna no Aquatope : Chiyu Haebaru
- Silent Voice : Miyoko Sahara
- Sōkyū no Fafner Dead Agressor: -EXODUS- : Mimika Mikagami
- Synduality : Noir : Ada
- The Day I Became a God : Kyōko Izanami
- The Saint's Magic Power Is Omnipotent : Sei Takanashi
- The Too-Perfect Saint :Philia Adenauer
- The Ice Guy & The Cool Girl : Fuyutsuki
- Tropical-Rouge! Precure : Minori Ichinose/Cure Papaya
- Undead Unluck : Mui
- Violet Evergarden : Violet Evergarden
- Yu-Gi-Oh! Arc-V : Olga, Reira
- Solo Leveling : Tawata Kanae

### OVA
- xxxHOLiC Shunmuki
- L'Attaque des Titans : Mikasa Ackerman

### Jeux vidéo
- Accel World vs. Sword Art Online: Millenium Twilight : Kotone Takemiya / Philia
- Afterimage : Renee

- Azur Lane : Enterprise
- Blue Archive : Asuma Toki
- Fate/EXTELLA LINK : Hakuno Kishinami (fille)
- Fate/Grand Order : Morgan
- Fire Emblem Fates : Rinkah
- Fire Emblem Heroes : Rinkah et Tine
- Gothic wa Mahou Otome : Enterprise et 2B
- Granblue Fantasy : Rosamia
- Honkai: Star Rail  : Stelle
- NieR:Automata : 2B
- Omega Strikers : Era
- Punishing: Grey Raven : Lucia / Alpha
- SINoALICE : 2B
- Sword Art Online: Fatal Bullet : Kotone Takemiya / Philia
- Sword Art Online: Hollow Fragment : Kotone Takemiya / Philia
- Sword Art Online: Hollow Realization : Kotone Takemiya / Philia
- Sword Art Online: Last Recollection : Kotone Takemiya / Philia
- Sword Art Online: Lost Song : Kotone Takemiya / Philia
- Tales of Crestoria : Misella
- Genshin impact : Clorinde